# Varney the Vampire
Varney the Vampire; or, the Feast of Blood is een gothic horror-verhaal van de Britse auteur James Malcolm Rymer, hoewel het soms ook toe wordt geschreven aan Thomas Preskett Prest. Het verhaal verscheen voor het eerst van 1845 tot 1847 in een reeks pamfletten genaamd penny dreadfuls, alvorens in 1847 in boekvorm te worden uitgebracht.
Het verhaal heeft samen met andere 19e-eeuwse werken als The Vampyre, Carmilla en Dracula de basis gelegd voor de hedendaagse vampierverhalen. Zo introduceerde Varney veel kenmerken die vandaag de dag als standaard eigenschappen van vampiers worden gezien. Het verhaal was, zeker voor die tijd, uitzonderlijk lang. Het telde 876 pagina’s van elk 2 kolommen tekst, opgedeeld in 220 hoofdstukken. In totaal is het verhaal 667.000 woorden lang. 

## Het verhaal
Het verhaal draait voornamelijk om de problemen die de vampier Sir Francis Varney, protagonist van het boek, veroorzaakt voor de familie Bannerworth, een oorspronkelijk rijke familie die nu financieel aan de grond zit. Varney wordt aanvankelijk door dorst naar bloed gedreven tot zijn daden, maar later lijken ook financiële zaken hem te bewegen tot wat hij doet.  
Het verhaal bevat meerdere tegenstrijdigheden. Allereerst wat betreft de tijd waarin het speelt. Aanvankelijk wordt vermeld dat het verhaal in de vroege achttiende eeuw zou spelen, maar er zijn een hoop referenties in te vinden naar 19e-eeuwse gebeurtenissen zoals de napoleontische oorlogen. Ook lijkt de auteur niet altijd goed te weten welke kant hij precies op wil met het verhaal en de personages. Zo verdwijnt het personage George Bannerworths na hoofdstuk 38 zonder enige verklaring uit het verhaal, wordt lange tijd in het midden gelaten of Varney een echte vampier is of slechts een mens die enkel denkt een vampier te zijn, en wordt  nooit dieper ingegaan op de suggestie dat Varney mogelijk Marmaduke Bannerworth is, een voorouder van de huidige Bannerworths.
Varney zelf wordt in het boek overigens als vrij sympathiek neergezet. Zo wordt duidelijk dat hij walgt van wat hij is, en probeert wanhopig een oplossing te vinden voor zijn vampirisme. Uiteindelijk pleegt hij zelfmoord door zichzelf in de Vesuvius te gooien.  Voor zijn dood tekent hij zijn levensverhaal op, waaruit blijkt dat hij een priester was die een vampier werd omdat hij een royalist had verraden aan Oliver Cromwell, en naderhand in een woede-uitbarsting zijn eigen zoon had vermoord.

## Invloed
Varney introduceerde veel bekende eigenschappen van vampieren, zoals hun scherpe hoektanden die altijd 2 bijtgaatjes achterlaten in de nek van een slachtoffer, alsmede bovenmenselijke spierkracht en hypnotische krachten van vampieren. Varney heeft echter niet de zwakheden die vandaag de dag vaak aan vampieren worden toegeschreven.  Zo kan hij tegen zonlicht en heeft geen overdreven afkeer voor knoflook en heilige symbolen. Hij kan eventueel ook een tijdje leven op gewoon voedsel om zich zo voor te doen als een gewoon mens.
Varney introduceerde ook het karakter van de sympathieke vampier; een vampier die zich goed bewust is van wat hij doet en walgt van zichzelf, maar zich desondanks niet tegen zijn dorst naar bloed kan verzetten. Dit gegeven is in meer moderne werken terug te vinden bij onder andere "Barnabas Collins" in Dark Shadows, "Morbius, the Living Vampire" van Marvel Comics, "Louis de Point de Lac" uit Interview with the Vampire, "Angel" uit Buffy the Vampire Slayer / Angel en "Bill Compton" uit The Southern Vampire Mysteries.